# آسیه ایپک
آسیه ایپک (زاده ۵ دسامبر ۱۹۹۳) یک وزنه‌بردار زن اهل ترکیه است که در مسابقات وزنه ۶۹ کیلوگرم رقابت می‌کند.
او برای ترکیه در بازی‌های المپیک تابستانی ۲۰۱۶ یک سهمیه کسب کرد.